# دو و دوتا پنج
دو و دوتا پنج (به هندی: Do Aur Do Paanch) فیلمی محصول سال ۱۹۸۰ و به کارگردانی راکیش کومار است. در این فیلم بازیگرانی همچون آمیتاب باچان، شاشی کاپور، هما مالینی، پروین بابی، قادرخان، شریرام لاگو، اوم پراکاش ایفای نقش کرده‌اند.